# Фунг Хинг
Фунг Хинг (венда Phùng Hưng;  — 791 або 802) — правитель (вионг) в'єтів. Національний герой В'єтнаму. Відомий також як Бокай-дайвионг.

## Життєпис
Походив з місцевої знаті. Його рід Фунг тривалий час керував тяу (областю) Дионглам. Батько 722 року брав участь у антикитайському повстанні на чолі з Май Хак-де.
Можливо народився 761 року. Проте це протирічить фактам, оскільки в подальшщму він не міг очолювати повстання, що почалося 766 року. Тому напевне він народився десь на початку 740-х років. При народженні отримав ім'я Конг Фан. За легендою з дитинства відрізнявся надзвичайною силою та хоробрістю. Разом з братом Фунг Хаєм полював на тигрів.
766 року очолив повстання проти засилля китайських чиновників. Зумів сформувати власне військо, з яким захопив тяу Дионглам. Резиденцією обрав місто Тонгбінь — столиця Аннамського протекторату. За різними відомостями правив до 791 або 802 року. Разом з тим є згадка, що володарювання Финг Хинга, який прийняв ім'я Бокай-дайвионг (Правитель, що любить свій народ як батьки люблять дітей), тривало 11 років. Тому можливо, що у 791 році він лише посів трон.
Сприяв появі зародків в'єтської письменості (тии-ном), що відрізнялася від китайської, хоча була заснована на останній.
Після смерті Фунг Хинга владу успадкував Фунг Ан, який через 2 роки підкорився імперії Тан.